# Bluewater Acres (Nuevo México)
Bluewater Acres es un lugar designado por el censo ubicado en el condado de Cíbola en el estado estadounidense de Nuevo México. En el Censo de 2010 tenía una población de 206 habitantes y una densidad poblacional de 25,36 personas por km².

## Geografía
Bluewater Acres se encuentra ubicado en las coordenadas 35°15′47″N 108°8′27″O / 35.26306, -108.14083. Según la Oficina del Censo de los Estados Unidos, Bluewater Acres tiene una superficie total de 8.12 km², de la cual 8.12 km² corresponden a tierra firme y (0.06%) 0.01 km² es agua.

## Demografía
Según el censo de 2010, había 206 personas residiendo en Bluewater Acres. La densidad de población era de 25,36 hab./km². De los 206 habitantes, Bluewater Acres estaba compuesto por el 82.04% blancos, el 0% eran afroamericanos, el 6.8% eran amerindios, el 0% eran asiáticos, el 0% eran isleños del Pacífico, el 7.28% eran de otras razas y el 3.88% pertenecían a dos o más razas. Del total de la población el 28.64% eran hispanos o latinos de cualquier raza.